# کابینه نخست دونالد ترامپ
اولین کابینه دونالد ترامپ (به انگلیسی: The First Cabinet Trump) در سال ۲۰۱۷ در چارچوب انتقال قدرت در پی انتخابات ریاست‌جمهوری ایالات متحده آمریکا (۲۰۱۶ میلادی) جایگزین کابینه باراک اوباما شد.

## سمت‌های اعلام شده

### کابینه
| کابینه رئیس‌جمهور جی. دونالد ترامپ | کابینه رئیس‌جمهور جی. دونالد ترامپ                                              | کابینه رئیس‌جمهور جی. دونالد ترامپ                                                                             | کابینه رئیس‌جمهور جی. دونالد ترامپ                                           |
| --- | ------------------------------------------------------------------------------ | --- | --------------------------------------------------------------------------- |
| فرد بی‌نیاز به رای اعتماد سنا شروع به کار کرده شخص رسماً از سنا رای اعتماد گرفته نامزدی شخص رسماً از سوی کمیته سنا تأیید شده نامزدی شخص در انتظار تأیید کمیته سنا است شخص کفیل یک منصب در سطح کابینه است |                                                                                | |                                                                             |
| سمت تاریخ اعلام/تایید | تعیین شده                                                                      | سمت تاریخ اعلام/تایید                                                                                         | تعیین شده                                                                   |
| – معاون رئیس‌جمهور اعلام شده در July 15, 2016 شروع به کار در ۲۰ ژانویه ۲۰۱۷ | فرماندار سابق مایک پنس از ایندیانا                                             | – وزیر امور خارجه ایالات متحده آمریکا اعلام شده در March 13, 2018 شروع به کار در ۲۶ آوریل ۲۰۱۸                | اداره‌کننده سابق سازمان اطلاعات مرکزی مایک پومپئو از کانزاس                  |
| – وزیر خزانه‌داری ایالات متحده آمریکا اعلام شده در November 30, 2016 شروع به کار در ۱۳ فوریه ۲۰۱۷ | Former OneWest Bank مدیر عامل اجرایی استیون منوچین از کالیفرنیا                | – وزیر دفاع ایالات متحده آمریکا اعلام شده در November9, 2020 شروع به کار در ۹ نوامبر ۲۰۲۰                     | Retired (کالج جنگی نیروی دریایی) کریستوفر میلر از ویسکانسین                 |
| – دادستان کل ایالات متحده آمریکا اعلام شده در ۲۴ دسامبر ۲۰۲۰ شروع به کار در ۲۴ دسامبر ۲۰۲۰ | جفری آدام روزن از ماساچوست                                                     | – وزیر کشور ایالات متحده آمریکا اعلام شده در ۲ ژانویه ۲۰۱۹ شروع به کار در ۲ ژانویه ۲۰۱۹                       | دیوید برنهارد از کلرادو                                                     |
| – وزیر کشاورزی ایالات متحده آمریکا اعلام شده در January 18, 2017 شروع به کار در ۲۵ آوریل ۲۰۱۷ | فرماندار سابق سانی پردو از جورجیا                                              | – وزیر بازرگانی ایالات متحده آمریکا اعلام شده در November 30, 2016 شروع به کار در ۲۸ فوریه ۲۰۱۷               | بیزنس من ویلبر راس از فلوریدا                                               |
| – وزیر کار ایالات متحده آمریکا اعلام شده در ۳۰ سپتامبر ۲۰۱۹ شروع به کار در ۳۰ سپتامبر ۲۰۱۹ | یوجین اسکالیا از اوهایو                                                        | – وزیر بهداشت و خدمات انسانی ایالات متحده آمریکا اعلام شده در November 13, 2017 شروع به کار در ۲۹ ژانویه ۲۰۱۸ | Former Deputy Secretary الکس ایزار از ایندیانا                              |
| – وزیر مسکن و توسعه شهری ایالات متحده آمریکا اعلام شده در ۵ دسامبر ۲۰۱۶ شروع به کار در ۲ مارس ۲۰۱۷ | جراح مغز و اعصاب بن کارسون از فلوریدا                                          | – وزیر ترابری ایالات متحده آمریکا اعلام شده در ۱۱ ژانویه ۲۰۲۱ شروع به کار در ۱۱ ژانویه ۲۰۲۱                   | استیون بردلی از اورگن                                                       |
| – وزیر انرژی ایالات متحده آمریکا اعلام شده در December 4, 2019 شروع به کار در ۴ دسامبر ۲۰۱۹ | دن برولت از لوییزیانا                                                          | – وزیر آموزش ایالات متحده آمریکا اعلام شده در ۸ ژانویه ۲۰۲۱ شروع به کار در ۸ ژانویه ۲۰۲۱                      | میک زیس از کارولینای شمالی                                                  |
| – وزیر امور کهنه‌سربازان اعلام شده در March 28, 2018 شروع به کار در ۲۸ مارس ۲۰۱۸ | Defense Under Secretary رابرت وایلاک از کارولینای شمالی                        | – وزیر امنیت میهن ایالات متحده آمریکا اعلام شده در ۱۲ ژانویه ۲۰۲۱ شروع به کار در ۱۲ ژانویه ۲۰۲۱               | پیتر گینور از رود آیلند                                                     |
| مقامات در سطح کابینه |                                                                                | |                                                                             |
| سمت تاریخ اعلام/تایید | تعیین شده                                                                      | سمت تاریخ اعلام/تایید                                                                                         | تعیین شده                                                                   |
| – رئیس ستاد کارکنان کاخ سفید اعلام شده در ۲۸ ژوئیه ۲۰۱۷ شروع به کار در ۳۱ ژوئیه ۲۰۱۷ | Former وزیر امنیت میهن ایالات متحده آمریکا جان اف. کلی از ماساچوست             | – دفتر نماینده تجاری ایالات متحده آمریکا اعلام شده در ۳ ژانویه ۲۰۱۷ شروع به کار در ۱۵ مه ۲۰۱۷                 | Former دفتر نماینده تجاری ایالات متحده آمریکا Robert Lighthizer از فلوریدا  |
| – اداره‌کننده اطلاعات ملی اعلام شده در ۷ ژانویه ۲۰۱۷ شروع به کار در ۱۶ مارس ۲۰۱۷ | سناتور سابق ایالات متحده آمریکا دن کوتس از ایندیانا                            | – سفیر ایالات متحده آمریکا در سازمان ملل متحد اعلام شده در ۲۳ نوامبر ۲۰۱۶ شروع به کار در ۲۷ ژانویه ۲۰۱۷       | Former Governor of South Carolinaفرماندار سابق نیکی هیلی از کارولینای جنوبی |
| – اداره مدیریت و بودجه اعلام شده در ۱۶ دسامبر ۲۰۱۶ شروع به کار در ۱۶ فوریه ۲۰۱۷ | نماینده سابق مجلس نمایندگان ایالات متحده آمریکا میک مولوینی از کارولینای جنوبی | – اداره‌کننده سازمان اطلاعات مرکزی اعلام شده در March 13, 2018 شروع به کار در ۲۶ آوریل ۲۰۱۸                    | اداره‌کننده سازمان اطلاعات مرکزی جینا هسپل از کنتاکی                         |
| – Administrator of the Environmental Protection Agency اعلام شده در ۷ دسامبر ۲۰۱۶ شروع به کار در ۱۷ فوریه ۲۰۱۷                                                                                        | Former State Attorney Gen. اسکات پروئت از اکلاهما                              | – Administrator of the Small Business Administration اعلام شده در ۷ دسامبر ۲۰۱۶ شروع به کار در ۱۴ فوریه ۲۰۱۷  | Former دبلیودبلیوئی مدیر عامل اجرایی لیندا مک‌من از کنتیکت                   |
| Source: ریاست‌جمهوری دونالد ترامپ and ان‌پی‌آر | Source: ریاست‌جمهوری دونالد ترامپ and ان‌پی‌آر                                    | This table: نمایش بحث ویرایش                                                                                  | This table: نمایش بحث ویرایش                                                |